# كأس إسكتلندا 1938–39
كأس اسكتلندا 1938–39 (بالإنجليزية: 1938–39 Scottish Cup)‏ هو موسم من كأس اسكتلندا. فاز فيه نادي كلايد.